# PC Master Race
Le PC Master Race, parfois désigné par son libellé original comme le Glorious PC Gaming Master Race, est une culture Internet, une communauté Internet et un terme d'humour parmi les joueurs de jeux vidéo pour comparer et attribuer une supériorité aux jeux PC par rapport aux consoles de jeux.
Dans le langage courant, le terme est couramment utilisé par les passionnés de PC à la fois pour se décrire en tant que groupe, ainsi que leur supériorité de la plate-forme PC par rapport aux consoles, citant souvent des fonctionnalités telles que des graphismes plus avancés, des cadences plus fluides, jeu en ligne gratuit, compatibilité descendante, modifications, évolutivité, personnalisation, moindre coût au fil du temps, normes ouvertes, multitâche et performances. 

## Historique
En 2008, le comédien Ben Croshaw emploie le terme comique Glorious PC Gaming Master Race dans une revue vidéo : Zero Punctuation  pour le jeu The Witcher pour le magazine de jeux en ligne The Escapist.  Ces derniers se plaignant que la sortie du jeu sur PC pouvait être affectée négativement par une version console de jeu.

## Critiques
Le journaliste Joel Hruska, lui-même joueur sur PC, n'aime pas le champ lexical du PC Master Race : « race supérieure » pour les PC, « paysan » pour les consoles. Si le terme était originellement ironique, il est repris sérieusement par des communautés de joueurs.